# 聖塞巴斯蒂昂達博阿維斯塔
1°43′4″S 49°32′27″W / 1.71778°S 49.54083°W
聖塞巴斯蒂昂達博阿維斯塔（葡萄牙語：São Sebastião da Boa Vista），是巴西的城鎮，位於該國北部，由帕拉州負責管轄，始建於1943年，面積1,632平方公里，海拔高度2米，2008年人口21,499，人口密度每平方公里12.1人。